# Alexander Kazantsev
Alexander Petrovitch Kazantsev (2 de setembro de 1906 - 13 de setembro de 2002) foi um  engenheiro e escritor russo de Ficção Científica. Nasceu em Akmolinsk (atual Astana, capital do Cazaquistão), e morreu em Pereldekino, na Rússia. Como escritor um visionário, assim como Isaac Asimov e Júlio Verne. Previu a existência de várias decobertas científicas (muitas vezes inspirando os cientistas). Em sua obra A Ponte Ártica (Северный мост), de 1941, Kazantsev descrevia túnel que ligava dois continentes semelhante ao Eurotúnel. Em A Ilha em chamas (Пылающий остров) 
, previu o uso da supercondutividade.
Sua obra mais famosa é A Destruição de Faena (Фаэты) 
, em que fala sobre as consequências que uma eventual guerra nuclear teria sobre o ser humano. Esta obra foi traduzida para o português pela editora Raduga sob o título O fim de Faena. Kazantsev também escreveu o roteiro do filme Planeta Bur, filmado na União Soviética em 1962.